# Natalie Eggermont
Natalie Eggermont (Leuven, 30 september 1988) is een Belgisch spoedarts, milieuactivist en politicus voor de marxistische partij PVDA.

## Biografie
Eggermont behaalde in 2011 een master in de geneeskunde en in 2013 een master in de moraalfilosofie aan de Universiteit Gent en begon in 2013 aan een specialisatie in de urgentiegeneeskunde. Van 2012 tot 2013 werkte ze als intern onderzoeker bij het Instituut voor Tropische Geneeskunde en van 2013 tot 2014 was ze adviseur verbonden aan de Alliantie voor Gezondheidsbeleid en Systeemonderzoek, een partner van de Wereldgezondheidsorganisatie. Vervolgens ging Eggermont aan de slag als spoedarts, van 2014 tot 2018 op het UZ Brussel en vanaf 2018 op het AZ Delta.
Ze werd eveneens actief als milieuactiviste en was van 2014-2017 voorzitter van de klimaatvereniging Climate Express. Van april tot mei 2019 presenteerde ze op Canvas Watt, een zesdelige documentairereeks over Belgische en internationale energie- en klimaatproblematiek.
Ze was West-Vlaams lijsttrekster voor de PVDA bij de Vlaamse parlementsverkiezingen van 26 mei 2019, maar werd niet verkozen. Bij de federale verkiezingen van 9 juni 2024 werd Eggermont lijsttrekker voor de Kamerlijst. De partij kreeg 5,34% van de stemmen en kwam zo boven de kiesdrempel uit. Met 9.224 voorkeursstemmen werd Eggermont verkozen als lid van de Kamer van volksvertegenwoordigers, de eerste voor de partij vanuit West-Vlaanderen. Tegelijkertijd werd partij- en provinciegenoot Ilona Vandenberghe als eerste verkozen tot het Vlaams Parlement. In de Kamer werd ze lid van de commissie Volksgezondheid en Gelijke kansen.

## Eerbetoon
- 2014 – Groene pluim van de Gemeente Tremelo[9]